# Яель Інокай
Яе́ль Інока́й (Інока́і; нім. Yael Inokai, уроджена Яе́ль Пі́рен, нім. Yael Pieren; нар. 1989, Базель, Базель-Штадт, Швейцарія) — швейцарська письменниця.

## Біографія
Народилася в сім’ї етнічних угорця та німкені. З 2011 року вивчала філософію в Базелі та Відні, з 2014 року — сценарну майстерність у Німецькій академії кіно і телебачення в Берліні. Працювала гідом, публікувала статті в літературних журналах, на сайті Zeit Online. 2012 року видала (під іменем Яель Пірен) перший роман «Укус лелеки» (нім. Storchenbiss). 2013 року отримала грант на участь у Берлінському літературному колоквіумі, 2015 року — преміальний титул міської письменниці Гільдесгайма від місцевого журналу Bella Triste. Другий роман Інокай «Мальстрем» (нім. Mahlstrom), виданий 2017 року, 2018 року отримав престижну літературну премію швейцарського Федерального управління культури (25 тис. швейцарських франків), после чого був адаптований як радіовистава найбільшою швейцарською медіакомпанією SRF (січень 2020) і німецькою радіостанцією Deutschlandfunk Kultur (грудень 2020). У жовтні 2018 року оповідання Інокай «Іноземець» (нім. Der Auslander) було відзначено німецькою літературною премією Вюрт (2-й приз, 2500 євро), що присуджувалася в 1996—2019 роках Фондом Вюрт разом із Тюбінгенським університетом. 2020 року Яель Інокай написала оповідання «Достойний» (нім. Der Anständige) для радіофестивалю ARD, 2022 року видала третій роман — «Просте втручання» («Проста операція»; нім. Ein simpler Eingriff), того ж року відзначений німецькою літературною премією Анни Зеґерс и включений до довгого списку Німецької книжкової премії. 2023 року роман «Просте втручання» приніс Інокай премію Клеменса Брентано (10 тис. євро) — нагороду, щорічно присуджувану містом Гайдельберг і Гайдельберзьким університетом молодим німецькомовним авторам, що звернули на себе увагу вже першими публікаціями.
Очолює письменницьку групу TextTransit під егідою Берлінського студентського союзу. Мешкає в Берліні.

## Премії
- Міська письменниця Гільдесгайма (2015)
- Літературна премія Вюрт (2018, 2-й приз) — за оповідання «Іноземець»
- Літературна премія Федерального управління культури (2018) — за роман «Мальстрем»
- Премія Анни Зеґерс (2022) — за роман «Просте втручання»
- Премія Клеменса Брентано (2023) — за роман «Просте втручання»